# Atletica leggera ai Giochi della XXV Olimpiade - Salto in alto maschile

Video della Finale (Javier Sotomayor)

Il salto in alto ha fatto parte del programma maschile di atletica leggera ai Giochi della XXV Olimpiade. La competizione si è svolta nei giorni 31 luglio e 2 agosto 1992 allo Stadio del Montjuic di Barcellona.

## Presenze ed assenze dei campioni in carica
| Competizione         | Atleta            | Prestazione | Barcellona 1992 |
| -------------------- | ----------------- | ----------- | --------------- |
| Olimpiadi 1988       | Gennadij Avdeenko | 2,38 m      | Rit. 1989       |
| Commonwealth 1990    | Clarence Saunders | 2,36 m      | Presente        |
| Goodwill Games 1990  | Hollis Conway     | 2,33 m      | Presente        |
| Europei 1990         | Dragutin Topić    | 2,34 m      | Presente        |
| Panamericani 1991    | Javier Sotomayor  | 2,35 m      | Presente        |
| Mondiali 1991        | Charles Austin    | 2,38 m      | Presente        |
|                      |                   |             |                 |
| Mondiali junior 1988 | Artur Partyka     | 2,28 m      | Presente        |

## La gara
2,24: Javier Sotomayor e Artur Partyka sbagliano il salto d'ingresso. Tutti i migliori passano i 2,28, per ritrovarsi a 2,31.
2,31: passano la misura in sei. Il campione del mondo, Charles Austin, invece, dopo un tentativo fallito tiene le altre due prove a 2,34.
2,34: Austin sbaglia anche 2,34 ed esce dalla gara. L'unico che valica l'asticella al primo tentativo è Sotomayor (il successo del cubano sarà fondamentale ai fini dell'assegnazione delle medaglie). I 2,34 sono per Sjöberg il primo errore; gli altri invece ne hanno già commesso uno in precedenza.
2,37: escono tutti di gara. Si fa il conto degli errori. Tutti ne hanno commesso almeno uno. Si fa il conto di chi ha meno errori a 2,34. Sotomayor è l'unico che ce l'ha fatta al primo tentativo, quindi è medaglia d'oro. Sjöberg è secondo perché prima di 2,34 ha effettuato un percorso netto. In tre sono classificati terzi a pari merito: Forsyth, Partyka e Conway. Appare un'impresa la medaglia di bronzo del diciottenne Tim Forsyth.
Il campione europeo Dragutin Topic e Charles Austin finiscono all'ottavo posto.

## Risultati

### Turno eliminatorio
Qualificazione2,29 m
Solo due atleti raggiungono la misura richiesta. I 12 atleti finalisti sono selezionati a 2,26.

### Finale
| Pos        | Atleta           | Paese                              | 2,15 | 2,20 | 2,24 | 2,28 | 2,31 | 2,34 | 2,37 | 2,39 | Misura | Note |
| ---------- | ---------------- | ---------------------------------- | ---- | ---- | ---- | ---- | ---- | ---- | ---- | ---- | ------ | ---- |
|            | Javier Sotomayor | Cuba                               |      |      | XO   | -    | O    | O    | XX-  | X    | 2,34   |      |
|            | Patrik Sjöberg   | Svezia                             |      |      | O    | -    | O    | XO   |      |      | 2,34   |      |
|            | Tim Forsyth      | Australia                          |      | O    | O    | -    | XO   | XO   | XXX  |      | 2,34   |      |
|            | Artur Partyka    | Polonia                            | O    |      | XO   | -    | O    | XO   | XXX  |      | 2,34   |      |
|            | Hollis Conway    | Stati Uniti                        |      | O    | -    | xO   | -    | XO   | XXX  |      | 2,34   |      |
| 6          | Ralf Sonn        | Germania                           |      | O    | O    | O    | O    | XX-  | X    |      | 2,31   |      |
| 7          | Troy Kemp        | Bahamas                            |      | O    | -    | XO   | O    | XXX  |      |      | 2,31   |      |
| 8          | Marino Drake     | Cuba                               |      | O    |      | O    | XXX  |      |      |      | 2,28   |      |
| 8 ex aequo | Dragutin Topić   | Partecipanti Olimpici Indipendenti |      | O    |      | O    | XX-  | X    |      |      | 2,28   |      |
| 8 ex aequo | Charles Austin   | Stati Uniti                        |      | O    | -    | O    | X-   | XX   |      |      | 2,28   |      |
| 11         | Gustavo Becquer  | Spagna                             |      | O    | XO   | O    | XXX  |      |      |      | 2,28   |      |
| 12         | Steve Smith      | Regno Unito                        | O    | -    | O    | XX-  | X    |      |      |      | 2,24   |      |
| 13         | Sorin Matei      | Romania                            |      |      | XO   | XXX  |      |      |      |      | 2,24   |      |
| 14         | Georgi Dakov     | Bulgaria                           | O    | O    | XXO  | XXX  |      |      |      |      | 2,24   |      |

Patrik Sjöberg è il primo atleta a vincere tre medaglie olimpiche nel salto in alto (dopo l'argento nel 1984 e il bronzo nel 1988).
Legenda: O = Salto valido; X = Salto nullo; – = Misura passata; RN = Record nazionale; RM = Record mondiale; RP = Record personale.